# ミカエル・ジェレミアス
ミカエル・ジェレミアス（フランス語: Michaël Jérémiasz, 1981年10月15日 - ）はフランス、パリ生まれの車いすテニス選手。北京パラリンピック男子ダブルス金メダリスト。

## 主要大会獲得タイトル

### 男子シングルス

#### スーパーシリーズ
- 全豪オープン
  - 2006
- 全米オープン
  - 2005

#### マスターズ
- 全豪オープン（クラシックエイト）
  - 2006

### 男子ダブルス

#### グランドスラム
- ローラン・ギャロス
  - 2007[注釈 1], 2009[注釈 1]

#### スーパーシリーズ
- 全豪オープン
  - 2003[注釈 2]
- 全英オープン
  - 2003[注釈 2], 2004[注釈 3], 2005[注釈 2], 2006[注釈 3], 2007[注釈 1]
- ジャパンオープン
  - 2004[注釈 2], 2005[注釈 2], 2006[注釈 4], 2009[注釈 1]
- 全米オープン
  - 2006[注釈 5], 2007[注釈 5]

#### マスターズ
- 全米オープン（ニューヨーク）
  - 2005[注釈 5], 2006[注釈 5]
- 車いすテニスダブルスマスターズ
  - 2005[注釈 6], 2007[注釈 1]

#### その他
- パラリンピック
  - 2008[注釈 1]